# Herman Amisi
Pour les articles homonymes, voir Herman et Amisi.
Herman Amisi, né le 30 juillet 1993 à Lubumbashi, est un web humoriste, acteur congolais.

## Enfance, éducation et débuts
Herman Amisi est né le 30 juillet 1993 à Lubumbashi, dans la province du Katanga (Haut-Katanga depuis 2015) en République démocratique du Congo. Il fréquente la Faculté des lettres en langues et aux affaires à l’Université de Lubumbashi. Son parcours académique combiné à son talent scénique, lui permet de se connecter à un public diversifié, avide à la fois de rires et de réflexion.

## Carrière
En 2018, il se lance dans la comédie vers la fin de l’année avec un sobriquet « Daddy », d’où il fait partie parmi les membres du collectif « Lubum Comedy Club », avec ce collectif, il fait grandir sa notoriété et lance officiellement sa carrière solo avec le sobriquet « Le prédicateur de la bonne humeur ». Son premier spectacle en 2019, celui qui fera la renommée de l’humoriste, a eu lieu à Lubumbashi au bâtiment moderne Hypnose, où il a pu réunir une centaine de personnes. Il a été apprécié par le public grâce à son célèbre numéro comique, « Les Vérités de Déborah » dans lequel il dénonce l’indifférence des jeunes filles envers les hommes fauchés.
Il s'est distingué comme une figure incontournable de l'humour congolais. Plus qu'un simple humoriste, il transcende les frontières géographiques et culturelles avec ses performances marquantes. Sa capacité à aborder des sujets pertinents avec un humour décapant lui a permis de se démarquer sur la scène humoristique.
En 2024, Herman Amisi a lancé un slogan « Surveiller le fleuve »,,, bien plus qu’une simple moquerie envers les voisins du Congo-Brazzaville, absents de la récente fête du football africain, la surveillance du fleuve était aussi un symbole de rassemblement, unissant les deux peuples autour d'une richesse commune : le fleuve Congo,,.

## Vie privée
En janvier 2024, Herman Amisi, a surpris ses fans en annonçant son mariage coutumier avec Carole Nyakeru, nièce de la Première Dame congolaise Denise Nyakeru. Cette annonce a déconcerté ses admirateurs, habitués à voir Amisi dans des sketches satiriques. Loin de son personnage comique, l’artiste a dévoilé un côté élégant et raffiné lors de sa demande en mariage, un moment qui a captivé l’attention du public et suscité de nombreuses réactions.

## Spectacles

### Les vérités de Déborah
En 2019, Herman Amisi a su captiver le public grâce à son célèbre numéro comique, Les Vérités de Déborah. Dans ce sketch, il dénonce avec humour et finesse l’indifférence de certaines jeunes filles envers les hommes sans moyens financiers, un sujet qui fait écho auprès de nombreux spectateurs. Ce numéro, devenu emblématique, lui a permis de se faire un nom dans le milieu de l’humour. Son premier spectacle marquant, s’est déroulé à Lubumbashi dans le bâtiment moderne de l’Hypnose.
L'événement a réuni une centaine de personnes, posant ainsi les bases de son succès et témoignant de l’engouement du public pour son style unique et ses thématiques audacieuses. En alliant humour et critique sociale, Herman Amisi réussit à susciter à la fois le rire et la réflexion, contribuant à son ascension dans le monde de l'humour.

### Je suis dans les bruits
En juillet 2022, Herman Amisi a révélé que le slogan « Je suis dans les bruits », qui connaît un grand succès à Kinshasa, est une expression qu’il a initiée. Ce slogan vise à décrire l’ambiance festive qui anime les weekends dans la ville de Kinshasa. Pour Herman Amisi, ce spectacle représente une occasion de transmettre la bonne humeur et de faire sourire les participants.

### La Grande croisade du Rire
En février 2022, le jeudi du 17 que l’équipe d’organisation de la « Grande Croisade du Rire » a tenu une conférence de presse devant les professionnels des médias dans la salle de l’hôtel Upemba, pour la tenue de la première édition du grande croisade du rire. Un festival d'humour fondé par Herman Amisi, prévu pour se tenir à Lubumbashi, dans la province du Haut-Katanga, en République démocratique du Congo. Cet événement a pour objectif de rassembler environ 2.000 personnes autour de spectacles humoristiques et de moments de divertissement,.
Le 23 février 2023, en soirée, le collectif de « la Grande Croisade du Rire » deuxième édition, s’est présenté devant la presse de Lubumbashi pour annoncer les détails des spectacles d’humour prévus le 24 février 2023. L’événement se déroulera à l’amphithéâtre Bahalis et portera sur le thème « L'Unité dans la Diversité ». Herman Amisi, initiateur de ce collectif d’humoristes, a confirmé que le festival aura lieu comme prévu et accueillera des artistes venant de différents horizons. Ce rassemblement vise à offrir au public une expérience unique, réunissant divers talents dans un esprit de convivialité et d’inclusion.

### Le bilan au Palais de congrès
Le 28 avril 2024, l'humoriste congolais Herman Amisi a su faire vibrer les murs du Palais des Congrès de Brazzaville, rempli à craquer par ses fidèles spectateurs, surnommés « les immatures ». Connu sous le surnom de « Dady », Herman Amisi a transmis la bonne humeur et provoqué des éclats de rire avec une série de sketchs. Au cours de son spectacle, il a également abordé le thème de la surveillance du fleuve, une mission qu'il a confiée de manière humoristique aux voisins du Congo pendant que les Léopards participaient à la Confédération Africaine de Football en Côte d’Ivoire 2024,.

### Le bilan au Casino de Paris
Le 30 juin 2024, Herman Amisi nomme son spectacle au Casino de Paris « Le Bilan, du Surveiller le Fleuve », devant deux mille spectateurs. Dans cette performance, il se propose de faire le point sur la recommandation qu’il avait adressée aux Congolais de Brazzaville, consistant à surveiller le fleuve pour en préserver l'authenticité et l'harmonie.
Herman, connu pour être l’initiateur de ce mème populaire, a même précisé un horaire impliquant toutes les tribus, y compris les membres de la diaspora. Ce geste symbolique, à la fois ancré dans la culture locale et ouvert sur le monde, démontre son souci de rassembler les Congolais autour d’un message universel de protection et d’unité. Ce bilan revêt une importance particulière, car il invite les Congolais à évaluer l’impact de cette recommandation sur leur conscience collective et leur engagement à préserver leurs ressources naturelles,.

### Je vais vous expliquer
En novembre 2024, plus précisément en date du premier, Herman Amisi a programmé le spectacle « Je vais vous expliquer », au nouveau Centre Financier de Kinshasa,,. Ils se sentaient délaissés, après s’être produit à Lubumbashi, Paris et Brazzaville, il semblait évident, dans l’ordre naturel des choses, que l’humoriste devait honorer la capitale congolaise d’une représentation. Et pourtant, aucune date n’était prévue,.
Face à la pression croissante des Kinois, désireux de le voir sur scène, Herman Amisi a finalement cédé. Ainsi, les habitants de cette ville auront droit, eux aussi, à un spectacle où l’humoriste saura, sans doute, « s’expliquer ».
«  Le spectacle aura bel et bien lieu le 1er novembre au centre financier de Kinshasa. Notre premier objectif consiste à donner de la joie, égayer notre public. »
— Joël Lamika, le manager d’Herman Amisi, 

## Récompenses

### Prix
- 2021 : Prix « LOKUMU »[38].
- 2022 : Prix « Meilleure performance » aux Awards du rire Africain[39],[40].
- 2023 : 9e place au Prix de KORA Awards[41].
- 2024 : 2e place au Prix de KORA Awards[42].

### Nominations
- 2022 : Nomination aux Awards du Rire Africain[43].

## Participations
- 2022 : Rirophonie[44].
- 2023 : 6e édition Festival Zéro Polemik[45].
- 2024 : 7e édition Festival Zéro Polemik[46].